# Fabrice Emaer
Pour les articles homonymes, voir Emaer.
Fabrice Emaer, né Francis Paul Emaer le 1er mai 1935 à Wattrelos et mort le 10 juin 1983,,, dans le 1er arrondissement de Paris, est un propriétaire de night clubs parisiens comme Le Sept, rue Sainte-Anne. 
En 1978, il ouvre la plus grande boîte de nuit parisienne en s’inspirant du Studio 54 à New York, dans un vieux music-hall désaffecté qu'il a racheté et rénové : Le Palace, dont il fait son « idéal de liberté ». Là, des personnalités des arts, de la politique, des écrivains se mêlent à une clientèle hétéroclite. Le punk et le bourgeois, l’homosexuel et l’hétérosexuel se côtoient : Grace Jones, Jack Lang, Alain Soral, Pierre et Gilles, Amanda Lear, Anouchka, Christophe Mourthé, Anémone, Yves Saint Laurent, John Travolta, Alain Pacadis, Paloma Picasso, etc.
La réputation de ses établissements et les fêtes d’exception qu’il organise lui ont valu le surnom de « Prince de la Nuit ».

## Biographie
Francis Paul Emaer grandit à Wattrelos près de Lille. Son père, représentant de commerce pour des filatures roubaisiennes, meurt alors qu'il a 14 ans, et laisse sa famille dans le désarroi financier. À 17 ans, le jeune homme quitte sa famille, voyage en Afrique du Nord et sur la Côte d’Azur avant de s’installer à Paris. Il change son prénom, Francis, pour prendre celui de Fabrice plus « chic ». Il travaille alors comme styliste et maquilleur,.
Grâce à l'argent d'un riche lord avec lequel il s'est lié d'amitié lorsqu'il était barman à Cannes, il ouvre son premier club au 3 rue Sainte-Anne, « Le Pimm's Bar » (du nom de la boisson favorite de Lord Peter), en 1964, qui devient très vite un rendez-vous pour les artistes et les homosexuels.
Son ascension est stoppée nette en 1967, lorsqu'un petit voyou surgit dans son appartement de Courbevoie, un pistolet à la main, pour rafler la recette du samedi soir. Il vide le contenu de son chargeur, douze balles, sur Fabrice Emaer. Après trois mois de soins intensifs et un an de convalescence, il se lance dans des projets plus délirants les uns que les autres. En décembre 1968, au 7 rue Sainte-Anne (1er arrondissement), il ouvre Le Sept (7) : restaurant au rez-de-chaussée et piste de danse au sous-sol. Le décor est simple, miroirs sur les murs, plafond éclairé de multiples lampes multicolores qui rythment la musique. La grande innovation du Sept, c'est qu’il est défini par le « glamour », pas l’« homosexualité ». Chacun peut y entrer, gay, hétéro, bi. Il n’était pas nécessaire d’être riche ou célèbre dit l’ancien DJ du Sept Guy Cuevas, mais il fallait être beau,. On a pu y voir entre mille autres Francis Bacon, Rudolf Noureev, Roland Barthes, Bianca et Mick Jagger, Andy Warhol, Fred Hughes, Karl Lagerfeld et Jacques de Bascher, Yves Saint Laurent et Kenzo, Grace Jones amoureuse d'un serveur. 
Fort du succès du Sept, Fabrice Emaer reprend en septembre 1970 le club Le Carroll's, exploité précédemment par Frede, 12 rue Sainte-Anne. Il en fait un café-théâtre, appelé Le Théâtre du 7. La réussite, cette fois-ci, n’est pas au rendez-vous, et Emaer cède vite la place à Ysolde Chrétien, une ancienne hôtesse de l’air qui transforme le Théâtre du 7 en un bar gay, Le Piano-Bar.
Après un voyage à New York en 1977, Fabrice Emaer affiche de plus grandes ambitions, celle, notamment, de concurrencer le Studio 54 sur le modèle de La Main bleue, discothèque installée à Montreuil depuis 1976, et décorée par Philippe Starck. Il trouve le Studio 54 « stérilisé et tout juste bon pour les agences de mode et les émirs de Régine ». Il en moque la clientèle trop « clean », trop « bien élevée qui semble nourrie à la meilleure qualité de céréale ».

### Les années Palace
Sur la recommandation du ministre de la Culture, Michel Guy, avec qui il joue fréquemment au gin rami, Emaer s’installe au Palace, un ancien théâtre délabré rue du Faubourg-Montmartre. Il reconvertit à grands frais le lieu, confie la maîtrise d’œuvre et la scénographie à Patrick Berger et Vincent Barré, et demande au peintre Gérard Garouste de le décorer. Il a pour attachées de presse Sylvie Grumbach (pour la mode) et Dominique Segall (pour le show-business). Une pré-inauguration a lieu en février 1978 en petit comité pour l'anniversaire de Kenzo sur le thème : « vice versa ». 
C’est à nouveau le grand succès. Le soir de l’ouverture, le 1er mai 1978, il n’y a pas une place de plus pour entrer. À la porte d’entrée, Edwige (peroxydée) et Paquita Paquin ainsi que le travesti Jenny Bel'Air ont pour mission de choisir qui peut pénétrer : un mélange de riches et de désargentés, gays ou hétéros, noirs ou blancs, bourgeois ou punks. Ce qu’elles doivent déterminer, c’est une attitude, un look… Le dimanche, l'entrée du club est gratuite pour les gays, c'est le Tea Dance dont Didier Lestrade est un habitué. 
Amanda Lear en 1979 lui rend hommage dans sa chanson : Fashion Pack qui dit, « In Paris you got to be seen at Maxim’s / The Palace / The 7 and then go Chez Regine. »
Toute la jet-set fan du Sept se retrouve au Palace. En tête, le journaliste de Libération Alain Pacadis, le futur ministre de la Culture Frédéric Mitterrand, Madonna encore inconnue, ou Paloma Picasso qui y donne une grande fête pour son mariage en mai 1978. Une fête « riches et célèbres », une autre « bal des sirènes » (organisée par Hélène de Turckheim) ou encore « bal Sissi » et « anonymous » (donnée par Karl Lagerfeld) ou le bal vénitien en octobre 1978 (donné aussi par Karl Lagerfeld) marquent ces années. En 1979, Kenzo, travesti en Minnie Mouse, donne une soirée « cartoon » où les invités sont déguisés en personnages de dessins animés. Prince, Patrick Juvet, Tina Turner, Tom Waits ou encore Serge Gainsbourg y ont chanté sur la scène.
Peut-être un peu lassé de la mixité, car au fil des années la consigne est de laisser entrer plus de monde pour des raisons économiques, Fabrice Emaer ouvre en 1980 dans les sous-sols du Palace, Le Privilège, réservé aux VIP, avec restaurant.
Emaer qui ne s’immisce pas publiquement dans la politique, fait une exception en 1981, en demandant que l’on vote pour François Mitterrand. Il était ouvertement homosexuel et militant de la cause homosexuelle. 
Paquita Paquin dans ses mémoires, Vingt ans sans dormir, raconte que l’appel de Fabrice à voter Mitterrand entraîna de nombreux retours de la carte du « Privilège », carte qui donnait l'accès à la loge VIP du Palace.
En 1982, les caisses sont vides, l'établissement manque de fermer, allant de pair avec la chute du disco. Après de long mois de souffrances, Fabrice Emaer meurt d’un cancer le 10 juin 1983, quelque temps après la fermeture effective du Palace (on sait depuis que sa mort a peut-être été liée au sida, malgré le déni initial). Il est enterré au cimetière du Père-Lachaise (95e division).

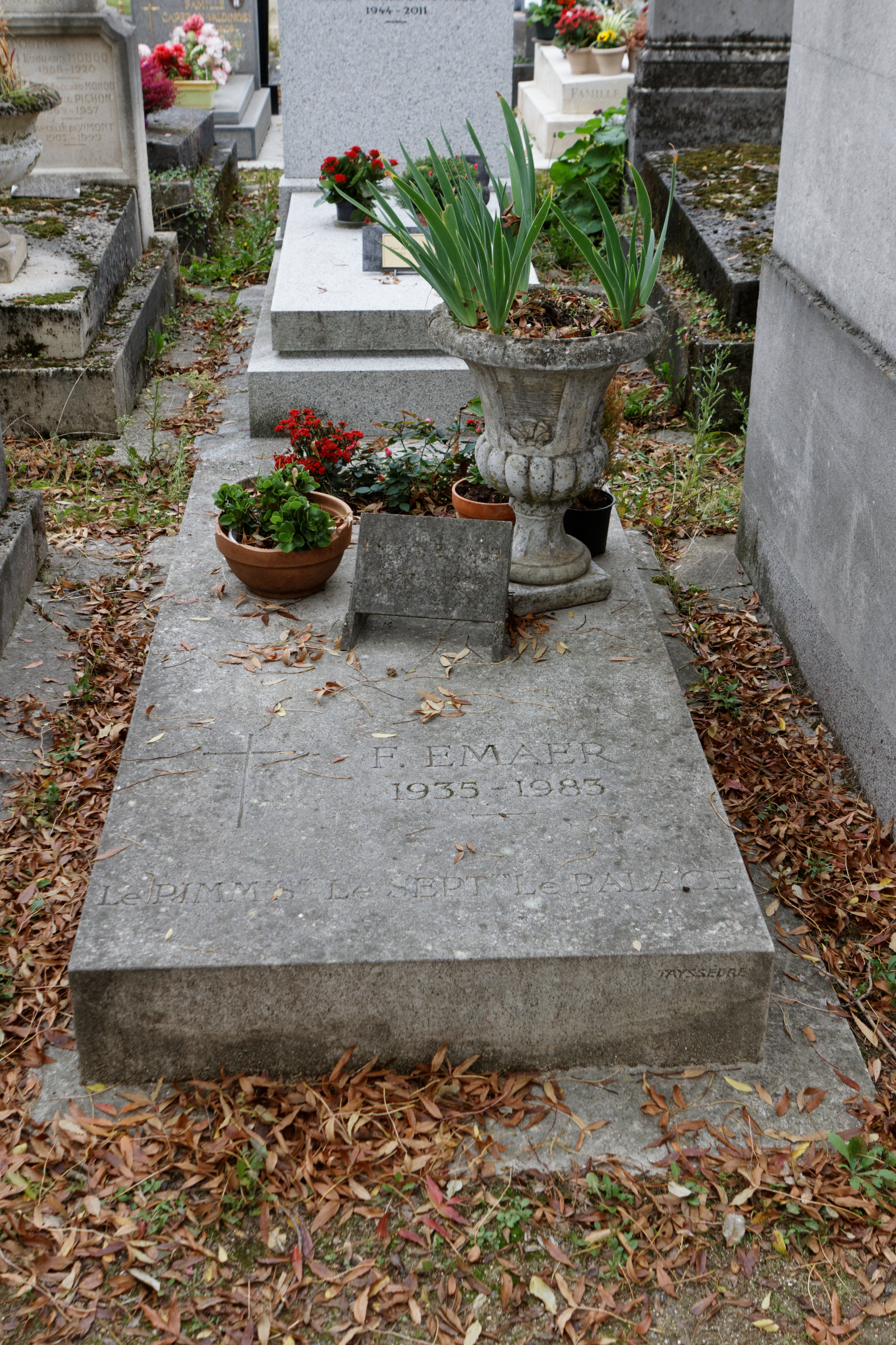
Tombe au cimetière du Père-Lachaise, division 95 le long de l'avenue transversale n°2.

Fabrice Emaer a dit de lui-même : « J’ai eu pas mal de succès dans ma vie. Mais je n'ai pas gagné un sou ». Il a dépensé tout l’argent qu’il gagnait dans des réfections du Palace et dans le confort qu’il y faisait régner, éléments qui ont contribué à la légende du lieu,.

## Au cinéma
- Dans le film Une jeunesse dorée (2019), son rôle est joué par Benoit Solès.